# Helix (Oregon)
Pour les articles homonymes, voir Helix.
Helix est une municipalité américaine située dans le comté d'Umatilla en Oregon.
Lors du recensement de 2010, sa population est de 184 habitants. Située à environ 30 kilomètres au nord de Pendleton, la municipalité s'étend sur 0,13 mille carré (0,34 km2).
Helix devient une municipalité le 9 janvier 1903. Selon la tradition locale, la localité doit son nom à un habitant opéré ou infecté de l'hélix, une partie du pavillon de l'oreille.